# Reiner Keller (Soziologe)
Reiner Keller (* 14. Januar 1962 in Illingen) ist ein deutscher Soziologe.
Nach einem Studium der Soziologie, Sozialpolitik und Verwaltungswissenschaft an den Universitäten Saarbrücken, Rennes (Frankreich) und Bamberg, das er 1988 mit einem Diplom (Soziologie) abschloss, wurde er 1997 an der TU München promoviert. Danach war er wissenschaftlicher Assistent am Lehrstuhl für Soziologie der PhilSo-Fakultät an der Universität Augsburg und Mitarbeiter im Sonderforschungsbereich 536 „Reflexive Modernisierung“. 2004 folgte die Habilitation in Soziologie ebd. Von 2007 bis 2011 war er Professor für Allgemeine Soziologie an der Universität Koblenz-Landau. Seit dem 1. Oktober 2011 hat er den Lehrstuhl für Allgemeine Soziologie und Wissenssoziologie an der Universität Augsburg inne.
Er widmet sich insbesondere der Entwicklung der Wissenssoziologischen Diskursanalyse; außerdem führte er viele Diskurswerkstätten durch, organisierte Tagungen zur Diskursforschung und ist Herausgeber der Buchreihe Theorie und Praxis der Diskursforschung (VS-Verlag). Reiner Keller ist Gründungsmitglied des Forschungsnetzwerkes DiskursNetz und Initiator des Netzwerkes Wissenssoziologische Diskursanalyse.
Kellers Arbeitsschwerpunkte sind: Wissenssoziologische Diskurstheorie und -analyse, sozialwissenschaftliche Diskursforschung; Soziologische Theorie und Gesellschaftsdiagnose; Wissenssoziologie und Kultursoziologie; Qualitative Sozialforschung; französische Soziologie.

## Schriften (Auswahl)
- The Sociology of Knowledge Approach to Discourse. Foundations, Tools and Concepts for a Research Programme. Springer 2024, ISBN 978-3-031-55114-7.
- Umstrittene Wirklichkeiten der Sexarbeit. Eine Analyse von Wissenspolitiken in der Regulierung von Prostitution in Deutschland. Springer VS, 2024. ISBN 978-3-658-44575-1 [mit LIna Brink und Marlen S. Löffler].
- O paradigma interpretativo: uma introdução. Porto Alegre: Edipucs 2023
- Positionierungsmacht. Über die Regierung der Marktakteure. Weinheim: BeltzJuventa 2023 [mit Martin Blessinger].
- Soziologische Experimentalität. Wechselwirkungen zwischen Disziplin und Gegenstand. Weinheim: BeltzJuventa, 2021 (Hrsg. zusammen mit Betz, Gregor J. und Maya Halatcheva-Trapp).
- The Sociology of Knowledge Approach to Discourse. Investigating the Politics of Knowledge and Meaning Making. Routledge 2018, ISBN 978-0-367-49019-5. (Hrsg. zusammen mit Anna Katharina Hornidge und Wolf S. Schünemann). Free open access.
- Die Körper der Anderen. Wiesbaden: Springer VS, 2022 (Hrsg. zusammen mit Michael Meuser).
- Wissenskulturen der Soziologie. Weinheim: BeltzJuventa, 2018 (Hrsg. zusammen mit Angelika Poferl).
- Alter(n) und vergängliche Körper. Wiesbaden: SpringerVS, 2017 (Hrsg. zusammen mit Michael Meuser).
- Kommunikativer Konstruktivismus. Theoretische und empirische Arbeiten zu einem neuen wissenssoziologischen Ansatz. Wiesbaden: Springer VS, 2013 (Hrsg. zusammen mit Hubert Knoblauch und Jo Reichertz).
- Doing Discourse Research. An Introduction for Social Scientists. London: Sage 2013.
- Das Interpretative Paradigma. Eine Einführung. Springer VS, Wiesbaden 2012, ISBN 978-3-531-15546-3.[2]
- Körperwissen. Wiesbaden: VS-Verlag, 2011 (Hrsg. zusammen mit Michael Meuser).
- Diskursforschung. Eine Einführung für SozialwissenschaftlerInnen. 4. Auflage, VS-Verlag, Wiesbaden 2011, ISBN 978-3-531-17352-8.
- Müll. Die gesellschaftliche Konstruktion des Wertvollen. Die öffentliche Diskussion über Abfall in Deutschland und Frankreich. 2. Auflage, VS-verlag, Wiesbaden 2009, ISBN 978-3-531-16622-3.
- Michel Foucault. UVK, Konstanz 2008, ISBN 978-3-7445-1615-0 [2. überarb. Auflage 2023, Köln: Herbert von Halem Verlag]
- Wissenssoziologische Diskursanalyse. Grundlegung eines Forschungsprogramms. 3. Auflage, VS-Verlag, Wiesbaden 2011, ISBN 978-3-531-15572-2.
- Michel Maffesoli. Eine Einführung. UVK, Konstanz 2006, ISBN 978-3-89669-528-4.